# 島村喜四郎
島村 喜四郎（しまむら きしろう、? - 宝暦8年11月25日（1758年12月25日））は、江戸時代中期の一揆指導者。

## 経歴・人物
美濃郡上郡切立村（現：岐阜県郡上市高鷲鮎立）に生まれる。
宝暦4年（1754年）の郡上一揆の指導者のひとり。老中酒井忠寄への直訴や郡中廻状の差出人となるなど前谷村定次郎（三原定次郎）と共に一揆の中心人物であった。のち捕えられ獄門を言い渡されるが、刑の執行前に獄死した。